# アブドゥッラー2世
アブドゥッラー2世・ビン・アル＝フセイン（アラビア語: عبد الله الثاني بن الحسين, ラテン文字転写: Abdullāh aṯ-Ṯānī bin al-Ḥusayn; 1962年1月30日 - ）は、ヨルダン国王（在位：1999年2月7日 - ）。

## 経歴
イスラム教開祖ムハンマドの血筋を引くハーシム家の出身。1962年1月30日、国王フセイン1世と2番目の妻・ムナー・アル＝フセイン王妃との間に長男として生まれる。
生後間もなく王太子に指名されるが、1965年に叔父のハッサンに王位継承権が移る。1966年、4歳のときにイギリスに留学し教育を受け、1981年にサンドハースト英陸軍士官学校卒業。1983年にはオックスフォード大学で国際政治学を聴講。1987年 - 1988年にはアメリカのジョージタウン大学大学院修士課程（国際関係論）。
1993年6月10日に半年間の交際を経てクウェート出身で両親がパレスチナ人のラーニアと結婚。2男2女をもうけている。
1999年1月、フセイン国王によりハッサン王太弟に代わって再び王太子に叙任。まもなく父の崩御に伴いヨルダン国王に即位（1999年2月7日）した。
2009年アフガニスタンでのチャップマン基地自爆テロ事件によりいとこのSharif Ali bin Zeid大尉が死亡。
ヨルダン陸軍に所属し、即位までは戦車指揮官や空軍の対戦車ヘリコプター隊戦術教官、特殊部隊司令官などを歴任した。現在は国王として国軍最高司令官の地位にある。過激派組織ISILによってムアズ・カサースベ中尉が殺害された際、これに対する報復爆撃には国王自らも参加したと伝えられた。ただし、ヨルダン政府当局はこの噂を否定している。
父親と同じく異母弟のハムザを王太弟としていたが2004年に廃し、その後王太子は空位となっていたが、2009年に長男のフセイン王子（1994年生まれ）を王太子とした。
2021年、ハムザを一時的に軟禁。有力部族らとの会談を重ねるとともに、国外の勢力とも通じ「国家の秩序を脅かした」ことが理由であったが、ハムザが国王への忠誠を誓ったことで解放している。
2022年9月27日に日本武道館にて実施された故安倍晋三国葬儀にヨルダン代表として参列した。

## 人物
- ヨルダンの50ディナール紙幣に描かれている。
- 国民の生の声を聞く為に一般人（タクシー運転手、新聞記者、老人など）に変装する。変装して訪れた病院[7]の応対について後日注意したこともある。
- 国王自らハンドルを握り外国要人を空港まで迎えに行くのは日常茶飯事である。2006年7月に、日本の小泉純一郎首相がヨルダンを訪れた際にも、国王自らが運転する車で宿泊先のホテルまで送られる場面が報道されている。王室政府公用機（ロイヤル・ヨルダン航空所属のA310）を自ら操縦して外交先に出向くことも度々である。
- イギリス軍から譲り受けたチャレンジャー1戦車はヨルダン軍では国王の名前にちなんでアル＝フセインと命名されており、国王自身はチャレンジャー1戦車が操縦できる。
- 大のトレッキーである。王子時代の1996年には、テレビシリーズ『スタートレック:ヴォイジャー』（第36話「パリスの裏切り」）に約6秒間出演している[8][9]。また、ヨルダン国内で建設中のリゾート施設紅海アストラリウム（英語版）も、スタートレックをテーマとしたものである[10]。
- 趣味はスカイダイビング、スキューバダイビング、ラリーなど。また、映画業界への興味が高じて紅海沿いの都市、アカバに南カリフォルニア大学映画芸術学部の協力を得て紅海映画芸術研究所（The Red Sea Institute of Cinematic Arts）を設立した。
- アラビア語・英語を話す。